# NXT TakeOver: San Antonio
NXT TakeOver: San Antonio foi um evento de luta livre profissional produzido pela WWE e transmitido pelo WWE Network para o seu território de desenvolvimento, o WWE NXT. Ocorreu em 28 de janeiro de 2017 no Freeman Coliseum em San Antonio, Texas. Este foi o décimo terceiro evento do NXT TakeOver e o primeiro de 2017.

## Antes do evento
NXT TakeOver: San Antonio teve combates de luta livre profissional de diferentes lutadores com rivalidades e histórias pré-determinadas, que se desenvolveram no WWE NXT, programa do território de desenvolvimento da WWE que é transmitido pelo WWE Network. Os lutadores interpretaram um vilão ou um mocinho seguindo uma série de eventos para gerar tensão, culminando em várias lutas.
No NXT de 14 de dezembro de 2016, Bobby Roode derrotou Oney Lorcan para se qualificar a uma luta para determinar o desafiante a NXT Championship, juntamente com Tye Dillinger, Andrade Almas e Roderick Strong. Na semana seguinte, Roode venceu o combate e enfrentará o campeão Shinsuke Nakamura no evento.
No NXT TakeOver: Toronto em 19 de novembro de 2016, os #DIY (Johnny Gargano e Tommaso Ciampa) conquistaram o NXT Tag Team Championship, enquanto os The Authors of Pain (Akam e Rezar) venceram o torneio Dusty Rhodes Tag Team Classic. A disputa do título entre as duas equipes foi marcada para o TakeOver: San Antonio.
No NXT de 11 de janeiro foi revelado que Billie Kay e Peyton Royce tinham atacado Asuka mais cedo naquela noite. Depois que Kay e Royce derrotaram Sarah Bridges e Macey Evans, Asuka as atacou. No entanto, tanto Kay como Royce dominaram Asuka. Nikki Cross, em seguida, aparentemente veio para ajudar Asuka, mas em vez disso também atacou-a. Na semana seguinte uma luta fatal 4-way pelo NXT Women's Championship de Asuka foi marcada para TakeOver: San Antonio.

## Resultados
| Nº                                          | Resultados                                                                                             | Estipulações                                   | Tempo |
| ------------------------------------------- | --- | ---------------------------------------------- | ----- |
| 1                                           | Eric Young (com Alexander Wolfe e Killian Dain) derrotou Tye Dillinger                                 | Luta individual                                | 10:55 |
| 2                                           | Roderick Strong derrotou Andrade Almas                                                                 | Luta individual                                | 11:40 |
| 3                                           | The Authors of Pain (Rezar e Akam) (com Paul Ellering) derrotou #DIY (Johnny Gargano e Tommaso Ciampa) | Luta de duplas pelo NXT Tag Team Championship  | 14:30 |
| 4                                           | Asuka (c) derrotou Nikki Cross, Billie Kay e Peyton Royce                                              | Luta fatal 4-way pelo NXT Women's Championship | 9:55  |
| 5                                           | Bobby Roode derrotou Shinsuke Nakamura (c)                                                             | Luta individual pelo NXT Championship          | 27:15 |
| (c) – Refere-se aos campeões antes da luta. | |                                                |       |